# 伊理正夫
伊理 正夫（いり まさお、1933年（昭和8年）1月7日 - 2018年（平成30年）8月13日）は、日本の数学者・工学者。東京大学名誉教授、元同大学工学部学部長・中央大学理工学研究所所長。学位は、工学博士（東京大学）。専門は、数理工学・応用数学（例えば数値解析、線形計画法、マトロイド理論、計算幾何学など）。

## 来歴
1951年、麻布高等学校卒業、東京大学理科一類入学。1955年3月、東京大学工学部応用物理学科（数理工学専修コース）を卒業。1960年3月、東京大学大学院数物系研究科応用物理学専門課程博士課程を修了し、同年工学博士の学位を取得。
1960年4月より九州大学工学部通信工学科助手に就任し、同年12月、助教授となる。1962年10月、東京大学工学部計数工学科助教授に転任。1973年4月に教授に就任し、1993年3月まで務める。1993年5月、東京大学名誉教授となる。
1987年4月、東京大学工学部学部長に就任（1989年3月まで）。1989年4月より1991年3月まで東京大学総長特別補佐（副学長）を務めた。この間、1991年10月に西安電子科技大学から名誉教授の称号を授与されている。
1991年には日本応用数理学会・計算の品質研究部会（精度保証付き数値計算を扱う部会）の主査を務める（その後、大石進一に引き継がれる）。
1992年から1994年まで日本オペレーションズ・リサーチ学会会長。
1993年4月より2003年3月まで中央大学理工学部情報工学科教授。1994年4月より2002年3月まで中央大学理工学研究所長。
日本応用数理学会会長、地理情報システム学会会長、財団法人日本測量調査技術協会会長などを歴任した。
1995年には紫綬褒章を、2007年には瑞宝中綬章を受章した。
2018年8月13日に肺炎のため死去。85歳没。叙正四位。

## 研究業績
マトロイド理論とその応用についての研究を進める一方、IMT (Iri-Moriguti-Takasawa) 数値積分公式を提案した。その後は計算幾何学アルゴリズム開発と地理情報処理への応用、浮動小数点数値表現法である伊理－松井方式、線形計画法における伊理－今井法、高速自動微分法の研究を進めた。

## 栄典・受賞歴
- 1965年 - 松永賞
- 1968年 - 化学工学協会技術賞
- 1968年・1975年 - 電子通信学会論文賞
- 1980年・1987年・1989年 - 情報処理学会論文賞
- 1988年 - 電子情報通信学会業績賞
- 1993年 - 東レ科学技術賞
- 1995年 - 紫綬褒章
- 2007年 - 瑞宝中綬章
- 2018年 - 正四位

## 著書

### 監修
- 計算幾何学と地理情報処理 第2版 共立出版 1993
- 基礎シリーズ　電気・電子概論　実教出版　1998

### 単著
- 『数値計算：方程式の解法』、朝倉書店 (1981年12月).
- 『線形計画法』、共立出版 (1986年)
- 『一般線形代数』、岩波書店 (2003年).
- 『線形代数汎論（基礎数理講座）』、朝倉書店 (2009年).
- Network Flow, Transportation and Scheduling: Theory and Algorithms, Academic Press (Mathematics in Science and Engineering, Vol. 57) (1969年).

### 共著
- 古林隆「ネットワーク理論」（ORライブラリー 12）日科技連出版社 1976年9月
- 韓太舜「ベクトルとテンソル」（シリーズ新しい応用の数学）教育出版 1977年11月
- 野崎昭弘、野下浩平「計算の効率化とその限界」数学セミナー増刊 入門現代の数学[13] 日本評論社 1980年7月
- 韓太舜「ジョルダン標準形」東京大学出版会 1982年10月
- 藤野和建「数値計算の常識」共立出版 1985年6月
- 森口繁一「算法通論」第2版、東京大学出版会 1985年10月
- 藤重悟、大山達雄「グラフ・ネットワーク・マトロイド」産業図書 1986年11月
- 久保田光一「アルゴリズムの自動微分と応用」コロナ社 1998年6月

### 訳書
- T.L.サーティ(著)、矢野健太郎(訳)、伊理正夫(訳)：『グラフ理論とネットワーク：基礎と応用』、培風館（1970年）。
- G・ホフマン・ドゥ・ヴィスム（著）「2値系列」共立出版 1977年2月
- スタンリー・ファーロウ「偏微分方程式―科学者・技術者のための使い方と解き方」ワイリー・ジャパン 1983年1月
- D.A.ハーヴィル著、井上玄定訳『統計のための行列代数』（監訳）丸善 2012